# Ivanić-Grad
Ivanić-Grad är en stad i Kroatien. Staden har 14 723 invånare (2001) och ligger i Zagrebs län i centrala Kroatien.

## Historia
Stadens historia är i långt och mycket outforskad. Känt är att huvudvägen mellan de romerska bosättningarna Andautonia och Mursa passerade på platsen där Ivanić-Grad idag ligger. 1246 nämns staden för första gången i ett skrivet dokument. Staden kallades tidigare Donji Ivanić (Nedre Ivanić) och växte fram kring borgen Ivanić som uppfördes av biskopen Ladislav de Kobol på 1500-talet. Borgen uppfördes på platsen för en tidigare träkyrka eller kuria som Zagrebs biskop Stjepan II Babonić tros ha uppfört under 1300-talet. Under 1500-talets andra hälft blev Ivanić-Grad en viktig garnisonsstad. Staden inkorporeras i Militärgränsen som hade inrättats av habsburgarna för att skydda riket och stoppa osmanernas vidare expansion norrut. 1750 öppnade den första allmänna skolan i staden. Eleverna undervisades i kroatiska, tyska, matematik och kristendomsundervisning. Den 8 juni 1878 lät kejsaren Frans Josef I formellt upplösa Militärgränsen och staden inkorporeras i det civila Kroatien som var underställt den kroatiska banen. Ivanić-Grad tilldelas stadsstatus. I slutet av 1800-talet byggdes en järnväg till staden vilket ledde till ekonomisk utveckling.

## Arkitektur
Stadens borg från 1500-talet är byggd i renässansstil. Borgen har bastioner och byggnadsarbetet leddes av den italienske byggherren Domenico de Lalio. Sankt Peters kyrka (Crkva svetog Petra) från 1831 bär drag från senbarocken.

## Kommunikationer
Vid Ivanić-Grad finns anslutningsväg till motorvägen A3 som i nordvästlig riktning leder mot huvudstaden Zagreb och sydligvästlig riktning mot Slavonski Brod och den serbiska gränsen.